# Wirtschaftsförderungsinstitut
Wirtschaftsförderungsinstitut (zkráceně WIFI, česky Institut pro hospodářskou podporu) je součástí Rakouské hospodářské komory (Wirtschaftskammer Österreich — zkr. WKÖ). Kořeny společnosti WIFI sahají do doby těsně po druhé světové válce. První kurz byl určený pomocníkům obchodníků a byl otevřen 8. října 1945. Nabídka poskytovaných kurzů se v průběhu dalších měsíců postupně rozšiřovala a na základě Zákona o Obchodní komoře schválený v roce 1946, a tím získala její činnost ukotvení v legislativě. V Rakousku dále vymezoval výčet činností společnosti WIFI § 30 Zákona o Hospodářské komoře z roku 1998 a jednalo se o následující odvětví:
1. Vzdělávání a další vzdělávání
2. Všeobecná, technická a ekonomická podpora hospodářství
3. Pořádání veletrhů, výstav a výstav vzorků
4. Případně také vzdělávací činnost v zahraničí

Pořádání veletrhů a výstav bylo dlouhou dobu jednou z hlavních aktivit WIFI, nicméně v roce 2000 přešla tato činnost na Organizaci zahraničního obchodu (Außenwirtschaftsorganisation — zkr. AWO). Zmíněný původní zákon o Hospodářské komoře z roku 1998 upravující činnost WIFI byl novelizován Spolkovým zákonem BGBl. I Nr. 153/2001.
Aktivity WIFI se omezují jen na oblast dalšího vzdělávání, ale mají splňovat širší kulturní a vzdělávací poslání. Profesní vzdělávání má však největší význam. Od roku 1990 je společnost WIFI aktivní také v dalších zemích střední a východní Evropy a své pobočky měla v roce 2013 v následujících zemích: Vedle Česka se jedná o Albánii, Bosnu a Hercegovinu, Bulharsko, Chorvatsko, Maďarsko, Polsko, Rumunsko, Srbsko, Slovensko a Turecko.
Společnost WIFI poskytuje ročně kolem 31 400 kurzů, které navštěvuje 360 000 účastníků. 12 000 trenérů společnosti pochází přímo z pracovní praxe.

## Uspořádání společnosti WIFI
Společnost WIFI náleží pod vedení Hospodářské komory, z velké části však disponuje rozsáhlou vnitřní autonomií při plánování svých aktivit. Kromě toho je představenstvem Spolkové hospodářské komory ustanovena správní rada, která poradní funkci při vykonávání rozhodnutí WIFI. Mateřská společnost WIFI Österreich je zastřešující organizací devíti zemských organizací WIFI, které mají na starosti rakouské zaměstnavatele a všechny, kdo vykonávají celoživotního vzdělávání. Je rozdělena do následujících týmů:
- WIFI-Bildungsmanagement: Vývoj nových vzdělávacích produktů
- WIFI-Unternehmerservice (UNS): Koordinační místo pro celorakouskou síť služeb podnikatelům
- WIFI International Network (WIN): Slouží pro internacionalizaci služeb WIFI, přípravu seminářů a kurzů managementu

## Nejvýznamnější milníky společnosti WIFI
Podle výroční brožury k 60 letům existence WIFI:
- 1946 - vytvoření nabídek pro živnosti
- 1948 - 2000 podporuje veletržní odbor WIFI domácí podniky v zahraničí
- 1970 - začíná se vzděláváním v programu "Train the Trainer"
- 1975 - společnost WIFI vstupuje do podniků a začíná se školeními ve firmách
- 1990 - vznikl WIFI Internationale Know-how-Transfer (IKT)
- 1991 - založena první odborná akademie uvnitř WIFI
- 1995 - WIFI kurzy byly poprvé poskytovány v sedmi oborech: management/vedení podnikání, osobnost, cizí jazyky, podniková ekonomika, IT/informatika, technika a průmysl
- 1996 - Založeno WIFI Management Forum
- 1998 - Společnost WIFI začala nabízet první e-learningový kurz
- 2000 - Společnost WIFI otevírá svůj první univerzitní vzdělávací kurz
- Od roku 2002 poskytuje společnost WIFI poradenství 15 000 domácím podnikům ročně. Před reformou komory v roce 2000 poskytovali odborníci ze společnosti WIFI také samotné poradenství.
- 2003 - společnost otevírá ve spolupráci s Alpen-Adria-Universität Klagenfurt první vzdělávací kurzy, zakončené získáním prestižního titulu MBA. Vedle toho vzniká osm poboček ve východní Evropě a svoji činnost zahajují také podnikatelské akademie WIFI v Horních a Dolních Rakousích a Tyrolsku.
- Od roku 2009 jsou východoevropské aktivity společnosti WIFI zahrnuty do odnože WIFI International GmbH
- 2010 - Po celém Rakousku působí celkem 12 000 trenérů společnosti WIFI
- 2011 - Vznik české pobočky společnosti WIFI

## WIFI Czech Republic s.r.o.
WIFI Czech Republic s.r.o. byla českou pobočkou společnosti WIFI, která vznikla na podzim roku 2011 a zaměřuje se především na poskytování školení a celoživotního odborného vzdělávání firmám i jednotlivcům. Původně byla dceřinou společností agentury Commservis.com, od níž se však po podepsání frenšízové smlouvy s rakouskou WIFI v roce 2011 oddělila a jejím jednatelem se stal Tomáš Zdechovský.
Společnost se dlouhodobě věnuje problematice nedostatku kvalifikovaných řemeslníků a absenci strategie profesního vzdělávání a dlouhodobě na tento problém upozorňuje. Podle její studie má do roku chybět až stovky tisíc kvalifikovaných manuálních pracovníků. Česká pobočka společnosti WIFI se má v budoucnu podílet i na reformě učňovského školství, která má pomoci zlepšit uplatnitelnost absolventů. 
 Na uskutečnění tohoto cíle spolupracuje WIFI už od roku 2012
s nynějším ministrem školství Marcelem Chládkem. V únoru roku 2014 navázala spolupráci také se Západomoravskou vysokou školou v Třebíči, kde se má podílet na zkvalitnění její výuky a zlepšení připravenosti studentů pro trh práce.
V roce 2018 byla společnost přejmenována na NEEDME s.r.o., od roku 2022 byla v likvidaci a v roce 2024 zanikla.